# Cawn cennin
Cawl Cennin é a sopa de alho-porro tradicionalmente preparada no País de Gales no dia 1 de Março, dia de São David, padroeiro. Esta data também assinala a vitória do rei Cadwallader sobre os saxões, no século V. Apesar de ser uma sopa muito simples, é interessante notar que o alho-porro é o ingrediente principal de sopas típicas também na Escócia e Irlanda.
Para preparar Cawl Cennin começa por se fritar bacon até largar a sua gordura; tira-se o bacon frito da panela e põe-se a escorrer. Na gordura do bacon salteiam-se rodelas de alho-porro (apenas a parte branca) e depois junta-se caldo de galinha e deixa-se cozer; depois de cozido, transforma-se num puré, acerta-se o tempero com sal e pimenta e deixa-se apurar. Serve-se com pedaços do bacon frito e de rodelas de alho-porro. 